# Frenzal Rhomb
Frenzal Rhomb is een Australische punkband die in 1992 werd opgericht, met zanger en slaggitarist Jason Whalley als enige constante lid van de band. In 1996 verving Lindsay McDougall gitarist Ben Costello. Basgitarist Tom Crease en drummer Gordy Forman traden later tot de formatie toe. Drie van de albums van de groep zijn in de top 20 van de ARIA Charts opgenomen: A Man's Not a Camel (1999), Hi-Vis High Tea (2017) en Smoko at the Pet Food Factory (2011). De groep heeft als supportband gespeeld voor de Australische tours van onder andere The Offspring, Bad Religion, NOFX en Blink-182. Frenzal Rhomb heeft ook getourd in de Verenigde Staten, Verenigd Koninkrijk, Canada, Japan, Zuid-Afrika, Israël en Taiwan.

## Geschiedenis

### Vroegste formaties (1992-1995)
Frenzal Rhomb werd opgericht in 1992 in Newtown, een voorstad van Sydney, door basgitarist Alexis Feltham en zanger Jason Whalley. Feltham en Whalley waren vrienden sinds hun schooltijd op het St Ives High School in de voorstad St Ives. Whalley was begonnen aan een Bachelor of Arts-opleiding filosofie aan de Universiteit van Sydney toen hij Frenzal Rhomb oprichtte. De band werd gevormd om deel te nemen aan een Battle of the Bands en werd in die fase niet gezien als een permanent project. Tegen 1993 bestond de bezetting van de groep uit Feltham, Whalley, gitarist Ben Costello en drummer Karl Perske. Perske verving Bruce Braybrooke die van 1992 tot en met 1993 in de band speelde. De band speelde in januari dat jaar op de Big Day Out in Sydney.
In maart 1994 bracht de band een zeven nummers tellende ep uit getiteld Dick Sandwich. Dankzij de grafische afbeelding op de hoes waarop afgehakte penissen zijn afgebeeld werd de band van meerdere radiostations en verkooppunten voor muziek geweerd. In oktober dat jaar bracht de band een single uit getiteld "Sorry About The Ruse" via op het eigen label How Much Did I Fucking Pay For This? Records. De groep schopte het tot lokale voorprogramma voor de Amerikaanse punkbands Bad Religion, The Offspring en Blink-182.
In maart 1995 bracht Frenzal Rhomb het debuutalbum Coughing Up a Storm uit via Shagpile Records, een sublabel van het platenlabel Shock Records. Perske werd op drums vervangen door Nat Nykyruj voordat het album werd uitgebracht. In oktober 1997 werd het met enkele bonustracks in de Verenigde Staten uitgegeven onder de titel Once a Jolly Swagman Always a Jolly Swagman via het platenlabel Liberation Records. Halverwege 1995 speelde Frenzal Rhomb als voorprogramma voor NOFX. Fat Mike, basgitarist en zanger van NOFX en tevens de eigenaar van het Californische punklabel Fat Wreck Chords, tekende de band bij zijn label, dat de ep 4 Litres in de Verenigde Staten uitgaf.

### Not So Tough NowenA Man's Not a Camel(1996-2000)
In juli 1996 bracht Frenzal Rhomb het tweede studioalbum uit, getiteld Not So Tough Now. Het werd geproduceerd met hulp van Tony Cohen en Kalju Tonuma. Vlak na de uitgave van het album werd gitarist Costello vervangen door Lindsay McDougall. Costello vertrok de band om aan de universiteit te studeren, om vervolgens een dierenrechtenactivist te worden. In november bracht de groep een cd-ep uit getiteld Punch in the Face. In januari 1997 speelde de band weer op het Big Day Out-festival. Eind dat jaar toerde Frenzal Rhomb als supportband voor Blink-182 door de VS.
In september 1997 werd het derde studioalbum, getiteld Meet the Family, uitgebracht via Liberation Records. Dit album bereikte de top 40 van de ARIA Charts en verkreeg de goudstatus van ARIA. Het album bracht drie singles voort: "Mr Charisma" (juni), "There's Your Dad" (september) en "Mum Changed the Locks" (april 1998). In april verving Gordon Forman drummer Nykyruj en toerde de band door Australië met de Amerikaanse ska-band Blue Meanies. Frenzal Rhomb was een van de headliners van Australische editie van de Warped Tour van 1998. De band werd gerekruteerd voor de Amerikaanse editie. Tijdens deze tour in Amerika werd de live-cd Mongrel opgenomen, dat werd weggegeven met een editie van Meet the Family uit 1998.
In maart 1999 bracht Frenzal Rhomb het volgende studioalbum uit via Fat Wreck Chords, getiteld A Man's Not a Camel. Het werd geproduceerd door Eddie Ashworth en de uitgave werd gevolgd door een landelijke tournee.

### Shut Your MouthenSans Souci(2000-2004)
In november 2000 kwam Frenzal Rhomb na een paar maanden inactief te zijn geweest terug met het studioalbum Shut Your Mouth, dat werd uitgebracht via het platenlabel Epic Records in Australië, een sublabel van Sony. Het album piekte in de top 40. Na zes maanden liet Sony de band halverwege 2001 vallen en tekende Frenzal Rhomb bij Epitaph Records in Australië.
In april 2002 verliet basgitarist Feltham de groep, wat veel geruchten teweeg bracht. Na het houden van audities in Sydney, werd Tom Crease aangekondigd als de nieuwe basgitarist van Frenzal Rhomb. In april 2003 bracht de band het studioalbum Sans Souci uit, dat in de top 50 verscheen. De eerste versie van het album bevatte een bonus-dvd met vijf nummers met live-videomateriaal en muziekvideo's.
In 2003 organiseerde Lindsay McDougall van Frenzal Rhomb het Rock Against Howard-project, een tweedelige compilatiealbum met nummers van verschillende Australische bands en muzikanten als een protest tegen de regering van de zittende premier John Howard. Het werd uitgegeven in augustus 2004, vóór de federale verkiezingen van oktober, toen de coalitie van Howard werd herkozen.

### Jay and the Doctor enForever Malcolm Young(2005-2009)
Whalley en McDougall werkten van januari 2005 tot en met november 2007 als "Jay and the Doctor" op de ontbijtshow van Triple J, een Australisch radiostation dat zich richt op jongeren van 18 tot en met 24. In 2004 werd hen gevraagd om af en toe late nachtdiensten over te nemen en nummers aan te vragen. Dit ontwikkelde zich tot de ontbijtshow van Jay and the Doctor.
De band bracht in oktober 2006 het studioalbum Forever Malcolm Young uit. De titel verwijst naar de versie het nummer "Forever Young" van Youth Group uit 2005 en de naam van AC/DC-gitarist Malcolm Young. Het titelnummer leverde een kleine radiohit op. De uitgave van het album werd gevolgd door een nationale tour samen met de aankondiging dat Whalley vanaf november 2007 Frenzal Rhomb zou verlaten en ontslag zou nemen van zijn baan bij Triple J om samen met zijn vriendin een wereldreis te maken.

### Smoko at the Pet Food FactoryenHi-Vis High Tea(2010-heden)
Drummer Gordon Foreman brak zijn arm op meerdere plekken gedurende een show in 2015 en moest daarop 18 maanden revalideren. De band ging door met Kye Smith (van Local Resident Failure) als tijdelijke drummer.
Frenzal Rhomb nam het volgende studioalbum (getiteld Smoko in de Pet Food Factory) op in Colorado met producer Bill Stevenson (drummer van Descendents) in The Blasting Room. Het album werd uitgebracht op 19 augustus op Shock Records en bereikte de 14de plaats in de hitlijsten. De groep toerde in september door Australië met Teenage Bottlerocket om het nieuwe album te promoten. Om het 25-jarige bestaan van de band te vieren toerde de band door Australië in 2016. Ook werd het verzamelalbum We Lived Like Kings (We Did Anything We Wanted) uitgegeven op on 19 augustus. Het negende studioalbum, getiteld Hi-Vis High Tea, werd uitgegeven op 27 maart 2017.

## Leden
| Huidige leden - Jason Whalley - zang, slaggitaar, keyboard, kazoo (1992-heden) - Lindsay McDougall - gitaar, achtergrondzang, basgitaar (1996-heden) - Gordon Forman - drums (1998-heden) - Tom Crease - basgitaar, achtergrondzang (2002-heden) | Voormalige leden - Alexis Feltham - basgitaar, achtergrondzang, gitaar (1992-2002) - Ben Costello - gitaar (1992-1996) - Bruce Braybrooke - drums (1992-1993) - Karl Perske - drums (1993-1995) - Nat Nykyruj - drums (1995-1998) - Kye Smith - drums (2015-2016) |

## Discografie
Studioalbums
- Coughing Up a Storm (1995)
- Not So Tough Now (1996)
- Meet the Family (1997)
- A Man's Not a Camel (1999)
- Shut Your Mouth (2000)
- Sans Souci (2003)
- Forever Malcolm Young (2006)
- Smoko at the Pet Food Factory (2011)
- Hi-Vis High Tea (2017)